# Anthony Blunt
Anthony Frederick Blunt (26. září 1907 Bournemouth – 26. března 1983 Londýn) byl anglický historik umění a sovětský špion. Byl profesorem na Londýnské, Cambridgeské a Oxfordské univerzitě a ředitelem Courtauldova institutu umění (1947 až 1974). Jeho monografie z roku 1967 o francouzském barokním malíři Nicolasi Poussinovi je stále považována za přelomovou. V roce 1964, poté, co mu byla nabídnuta beztrestnost, se přiznal, že prováděl špionáž pro Sovětský svaz. Byl odhalen jako čtvrtý z tzv. cambridgeské pětky, skupiny špionů vzdělaných v Cambridgi, kteří pracovali pro Sověty od 30. do 50. let. (Po něm byl odhalen ještě pátý, John Cairncross). Vrchol Bluntovy špionážní činnosti přišel za druhé světové války, kdy jako pracovník MI5 předal sovětské rozvědce plány Wehrmachtu, které se britská vláda rozhodla před Sověty zatajit. Se Sověty ale spolupracoval i v 50. letech, po vypuknutí studené války. Jeho doznání – po léta přísně střežené státní tajemství – bylo veřejně odhaleno premiérkou Margaret Thatcherovou v listopadu 1979. Ihned poté byl zbaven rytířského titulu, který mu byl udělen v roce 1956. Ve svých pamětech, u nichž si vymínil, že mohou vyjít až čtvrtstoletí po jeho úmrtí, svou špionáž označil za „největší chybu svého života“. O cambridgeské pětce pojednává televizní seriál Špióni z Cambridge, Blunta v něm ztvárnil Samuel West. Byl homosexuálem a v mládí členem Komunistické strany Británie. 